# Кроаси Бобур
Кроаси Бобур (фр. Croissy-Beaubourg) је насељено место у Француској у региону Париски регион, у департману Сена и Марна.
По подацима из 2011. године у општини је живело 1988 становника, а густина насељености је износила 180,73 становника/km².

## Демографија
| 1962. | 1968. | 1975. | 1982. | 1990. | 2011. |
| ----- | ----- | ----- | ----- | ----- | ----- |
| 217   | 231   | 957   | 1.555 | 2.396 | 1.988 |